# Liparis megacephalus
Liparis megacephalus är en fiskart som först beskrevs av Burke 1912.  Liparis megacephalus ingår i släktet Liparis och familjen Liparidae. Inga underarter finns listade i Catalogue of Life.